# Мелвин Вилиџ (Њу Хемпшир)
Мелвин Вилиџ (енгл. Melvin Village) насељено је место без административног статуса у америчкој савезној држави Њу Хемпшир.

## Демографија
По попису из 2010. године број становника је 241.
| Група             | 2000.    | 2010.       |
| Белци             | 0 (0,0%) | 239 (99,2%) |
| Афроамериканци    | 0 (0,0%) | 0 (0,0%)    |
| Азијати           | 0 (0,0%) | 2 (0,8%)    |
| Хиспаноамериканци | 0 (0,0%) | 0 (0,0%)    |
| Укупно            | 0        | 241         |